# 1738 Оостергофф
1738 Оостергофф (1738 Oosterhoff) — астероїд головного поясу, відкритий 16 вересня 1930 року.
Тіссеранів параметр щодо Юпітера — 3,647.